# Ringstabekk

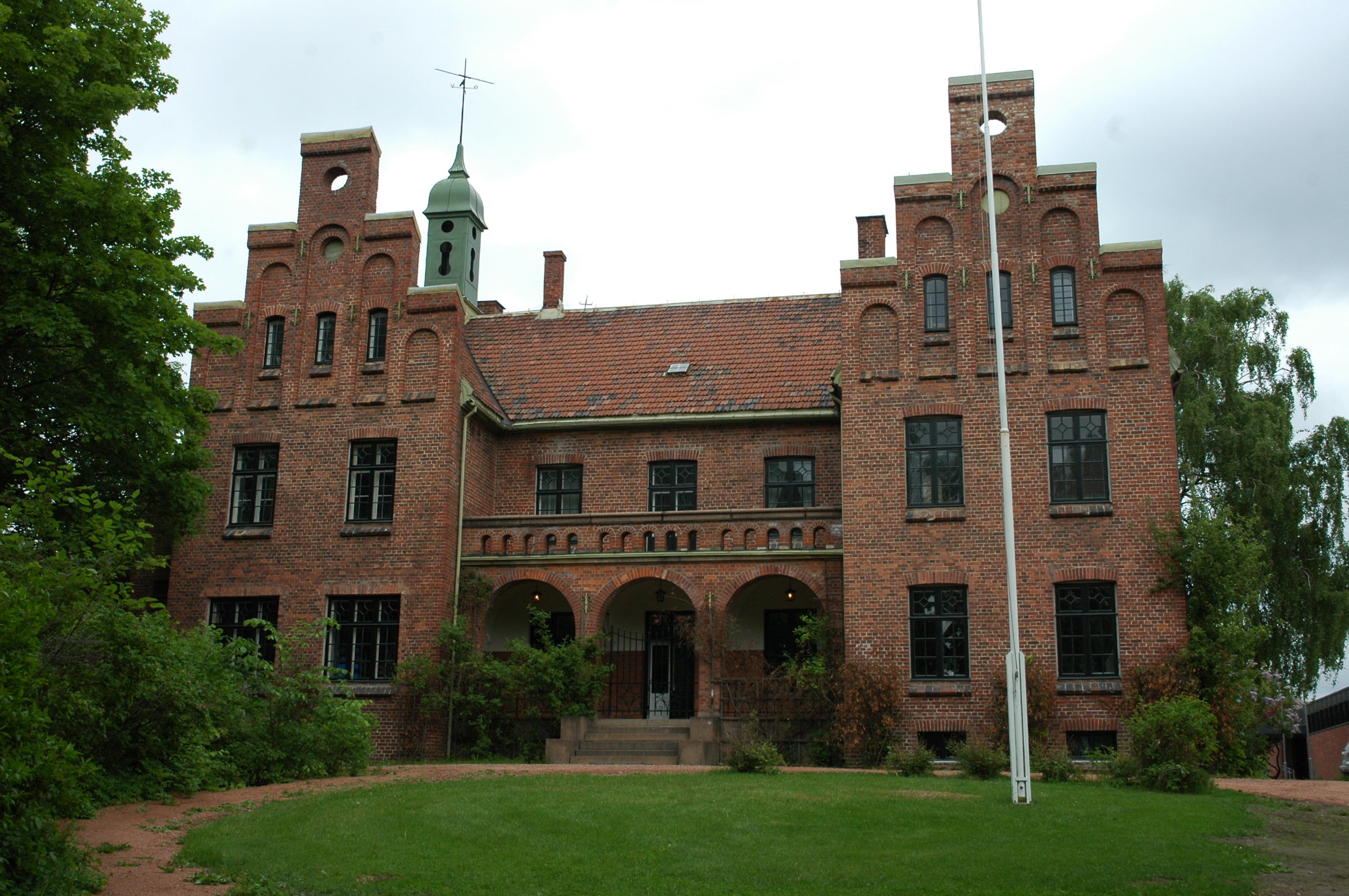
Das Schloss von Ringstabekk

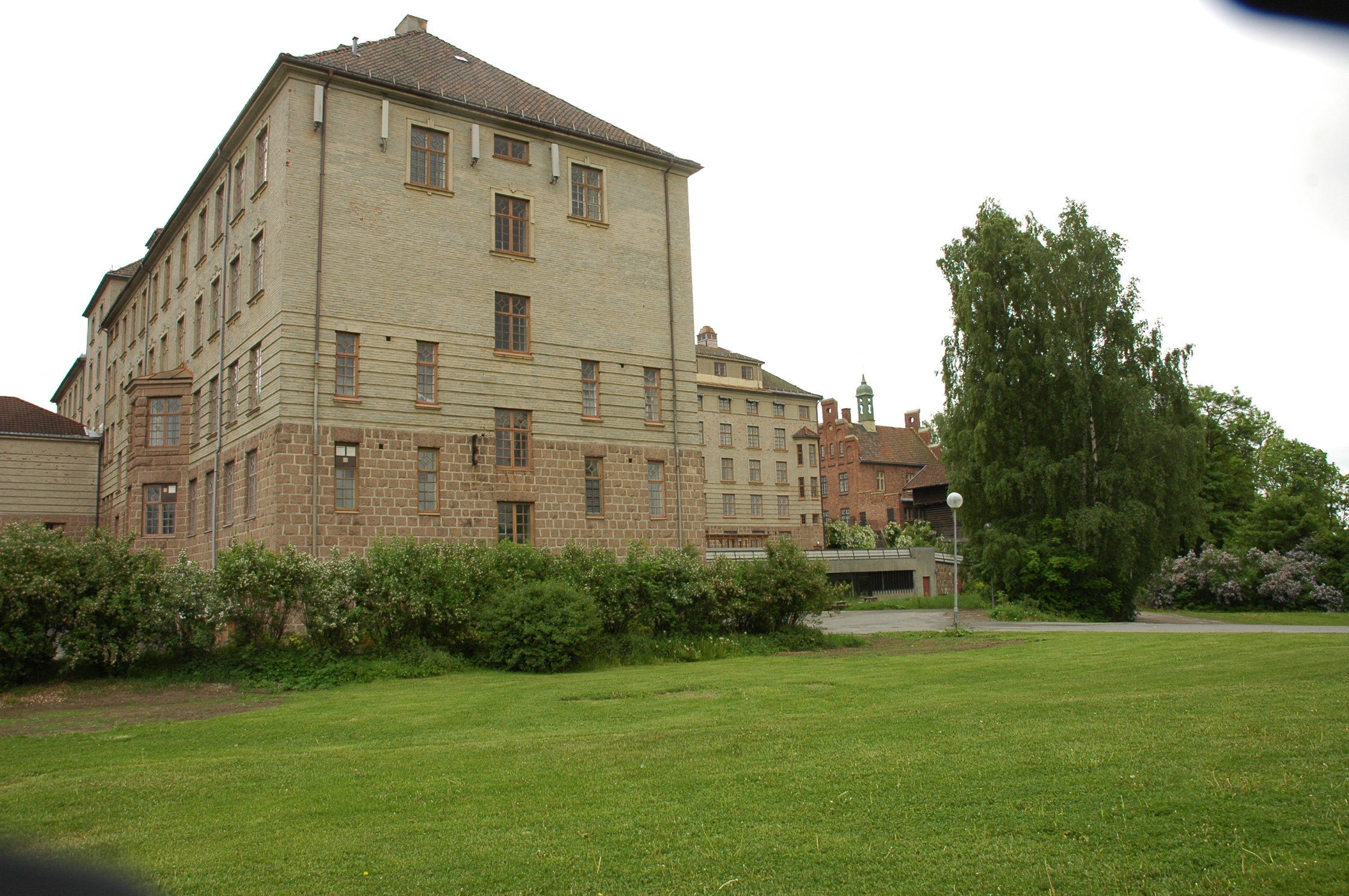
Ehemalige Gebäude der Hauswirtschaftsschule von Ringstabekk, gebaut 1921 bis 1924 von Ivar Næss, im Hintergrund das ehemalige Hauptgebäude.

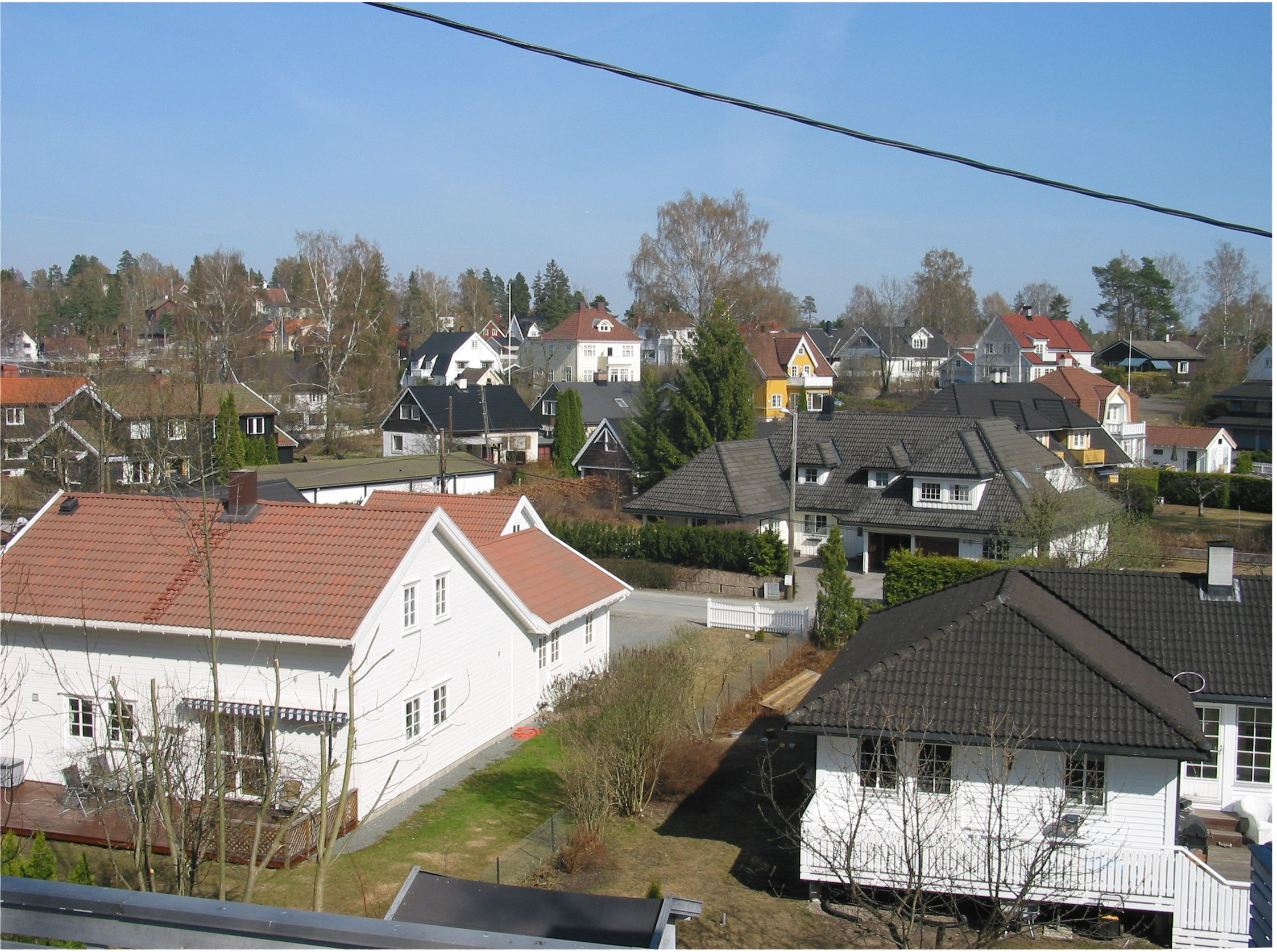
Wohnhäuser in Ringstabekk

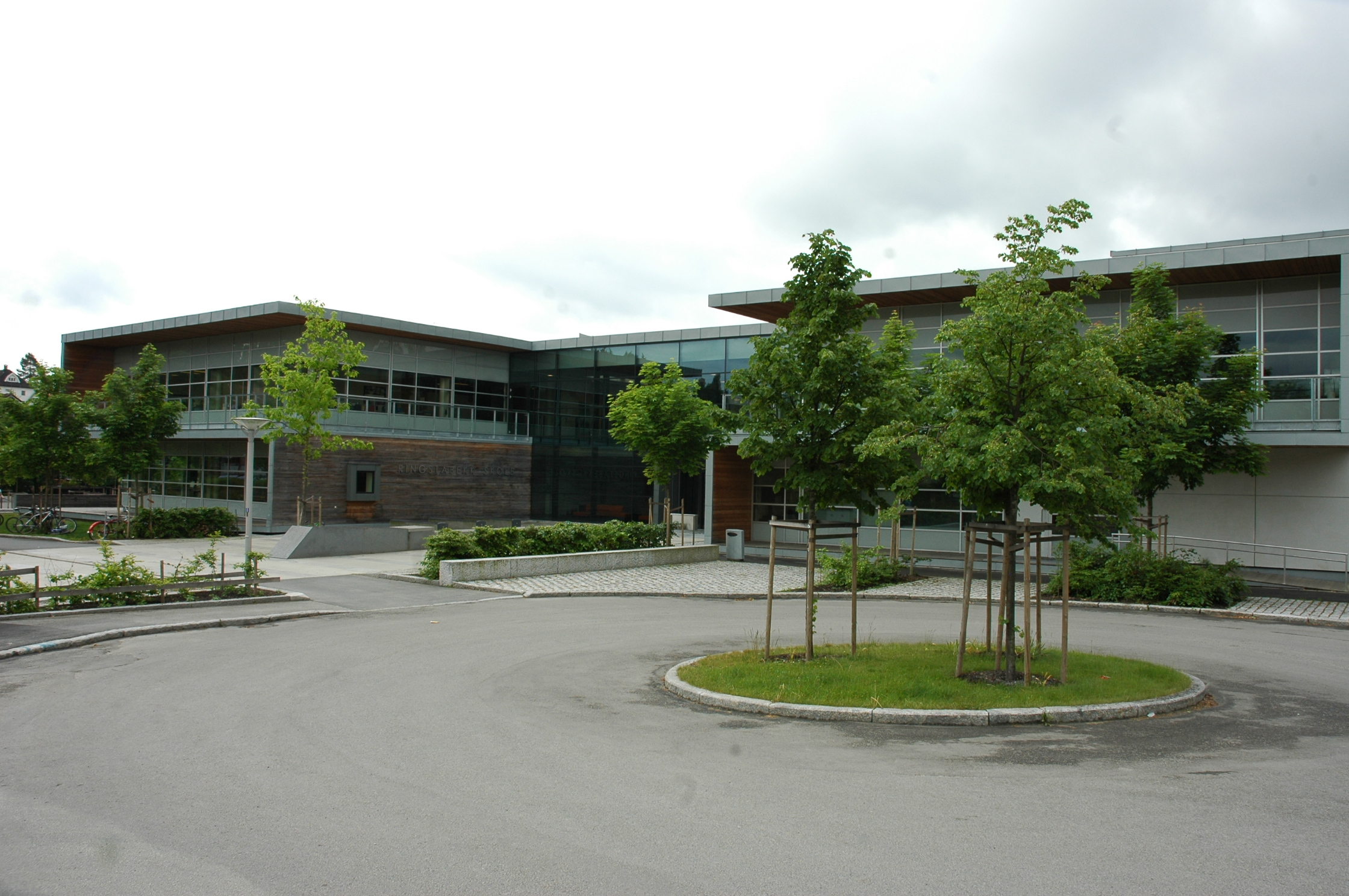
Ringstabekks neue Schule

Ringstabekk ist ein Ort in der Kommune Bærum in Norwegen. Benannt wurde es nach dem Besitzer eines örtlichen Großbauernhofes. Im Osten grenzt es an Jar, im Süden an Stabekk und im Westen und Norden an Bekkestua.

## Geschichte

### Bauernhof
Das heutige Ringstabekk geht auf einen ursprünglichen Bauernhof und seinen landwirtschaftlichen Nutzflächen aus Øvre Stabæk (Ober-Stabæk) zurück, von dem es früher im Stabekker Gebiet mehrere gab. Altertümliche Bodenschätze wie Äxte und Pfeilspitzen wurden unter anderem hier schon gefunden. Das ganze Gebiet war bis zur Einführung der Reformation in Dänemark-Norwegen 1537 im Besitz des Mönchsklosters von Hovedøya und danach ein königliches Krongut. Um 1661 wurde es als Privateigentum registriert und wechselte anschließend mehrmals seine Besitzer. Das ganze Gebiet gehörte um 1814 dem Richter, Hofrat und Bezirksamtmann von Akershus Paul Friedrich Michael Heltzen bzw. später seiner Witwe. Heltzen kaufte um 1814 den Hof von Baltazar Lange, der es von seinem Großvater Hans Holst übernommen hatte. 1826 wurden auf seinem Bauernhof drei Pferde, zehn Rinder und zwölf Schafe gezählt. Um 1839 kaufte Jens Ring und mit seiner Frau Barbara, bzw. seiner Familie den Großbauernhof mit den dazugehörigen Flächen. Wegen der Verdienste von Jens Ring (1815–1874) für den Ort, wurde er nach seinem Nachnamen, in Ring-Stabekk bzw. Ringstabekk umbenannt.

### Schloss Ringstabekk
Um 1851 begann Jens Ring mit den Planungen und dem Bau seines Schlosses im neogotischen Baustil, welches von dem deutschen Architekten Heinrich Ernst Schirmer entworfen wurde. Der Garten wurde als Englischer Landschaftsgarten in der Viktorianischen Ära konzipiert. Ursprünglich war hinter dem Haus noch ein kleiner Teich, der später zugeschüttet wurde. Nach dem Tod von Jens Ring wurden seine Grundstücke parzelliert und sein Eigentum allmählich an verschiedene Personen verkauft. Um 1895 wurde schließlich die Landwirtschaft in Ringstabekk ganz eingestellt. Die norwegische Schriftstellerin Barbra Ring (1870–1955) und Enkelin von Jens Ring lebte 10 Jahre in den 1870er Jahren im Haupthaus auf Schloss Ringstabekk, bis die Familie Ring das Anwesen aus wirtschaftlichen Gründen verkaufen musste. Das Schloss Ringstabekk bildete bis zum Tod von Jens Ring um 1874, bzw. dem Wegzug der Familie von Barbra Ring, den gesellschaftlichen Mittelpunkt der aufstrebenden bürgerlichen Gesellschaft in der Region. Der letzte Privateigentümer des Schlosses war der norwegische Zeitungsredakteur Ola Thommessen, der es weiter an Hans Konrad Foosnæs verkauft hat, welcher es wiederum 1909 an den norwegischen Staat verkaufte. Daraufhin wurde im Schloss mit seinen Nebengebäuden die „Norwegische Akademie für Hauswirtschaftslehre“ gegründet. Da der Platz nicht ausreichte, wurde auf den angrenzenden Flächen des Schlosses die Einrichtung um weitere Gebäude erweitert. Diese wurden vom norwegischen Architekten Ivar Næss entworfen und von 1921 bis 1924 gebaut. Im Zweiten Weltkrieg wurde von 1943 bis 1945 der gesamte Komplex der Schule vom deutschen Oberkommando der Marine besetzt, das sich in den Gebäuden der Schule und des Schlosses einquartierte. Nach dem Zweiten Weltkrieg wurde die Schule nach einigen Renovierungen und Umbauten wiedereröffnet. 1994 wurde die Schuleinrichtung von der Hochschule Akershus übernommen, indem sie diesen Standort für ihren Campus nutzte, als einen von vielen, die sie in der Provinz Akershus hatte. Schließlich wurde der Standort 2003 endgültig geschlossen, nachdem die Akerhus Universität ihren neuen Hauptsitz in Kjeller etablierte. Im Oktober des gleichen Jahres wurde das Anwesen von der norwegischen Behörde für Denkmalschutz- und Pflege zum nationalen Kulturerbe erhoben, sodass es nun unter dessen Schutz steht. Heute werden die Gebäude auch zeitweilig zur normalen Beschulung genutzt, wenn andere kommunale Schuleinrichtungen in der Provinz Akershus renoviert werden. Unterhalb des Schlosses befindet sich eine Apfelplantage und der ebenso unter Schutz gestellte Park im englischen Kolonialstil. Die dort befindliche Erhebung wird oft von den Anwohnern als Rodelbahn im Winter verwendet.
Das Schloss von Ringstabekk und die ehemaligen Schulgebäude wurden auch in norwegischen Filmen als Filmkulisse genutzt. So waren das Schloss und die umliegenden Gebäude unter anderem Haupthandlungsorte der in Norwegen sehr populären norwegischen Olsenbanden-Junior-Filmreihe. Das Schloss Ringstabekk verkörperte hier in den Olsenbanden-Verfilmungen das Kinderheim LYKKEBO und war gleichzeitig der Hauptwohnsitz und Arrest des norwegischen Egon Olsen- Junior.

### Entwicklung und Infrastruktur von Ringstabekk
Das Gebiet zeichnet sich durch eine großzügige Bebauung mit vielen Villen und komfortablen Häusern mit großen Gärten aus. Der Hauptteil davon wurde ursprünglich in den 1920er und 1930er Jahren gebaut. In den letzten Jahren wurden in Ringstabekk wieder verstärkt neue Häuser und Wohnungen errichtet. Die meisten Veränderungen innerhalb von Ringstabekk fanden in dem Gebiet des Ringstabekkfeldes („Ringstabekkjordet“) statt, welches nordöstlich von den Flächen des ehemaligen Bauernhof liegt, sowie auch im Nordosten, neben der ehemaligen U-Bahn-Station. Am 1. Juli 1924 wurde die S-Bahn-Station Ringstabekk eröffnet. Achtzehn Jahre später, um 1942, wurde Ringstabekk an die Osloer U-Bahn angeschlossen. Viele Gebäude entstanden dort gleichzeitig zusammen mit dem Bahnhof der „Bærum-Linie“ bzw. der Kolsåsbanen, die als S-Bahn durch dieses Gebiet fährt. Am 1. Juli 2006 wurde die U-Bahn-Station geschlossen und am 20. August 2007 als S-Bahn-Station neu eröffnet. Die Station wurde jedoch am 26. Februar 2009 wieder geschlossen und komplett abgerissen, um einen neuen Bahnhof in Ringstabbek zu bauen. Die westlichen Teile von Ringstabekk wurden in der Zwischenzeit von der „Egne Hjem“ Station bedient, bis diese ebenfalls geschlossen wurde. Der neue Bahnhof Ringstabekk Station (Ringstabekk stasjon) im Westen von Ringstabekk wurde nach seiner Fertigstellung am 15. August 2011 eröffnet und ist an die Kolsåsbanen (Kalsåsbahn, Linie 6) und auch wieder an die Tunnelbanen (Osloer U-Bahn) angeschlossen. Die Fahrzeit beträgt jetzt 20 Minuten bis zum Storting (Parlament von Norwegen) in Oslo auf einer Strecke von 10,2 km. Zusätzlich zum Schienenverkehr ist Ringstabekk auch an das „Ruter Busnetzwerk“ angeschlossen. Es gibt weiterhin zwei Busstationen, eine im Südwesten in der Nähe des alten Bauernhofes von Ringstabekk und die andere im Nordosten neben der ehemaligen U-Bahn-Station.
Direkt an „Stabekkbanen“ grenzt die Ringstabekkschule, in der Schüler der achten bis zehnten Klasse der Sekundarstufe unterrichtet werden. Sie wurde 1972 gegründet und ist besonders für seine alternativen Lernmethoden bekannt. Das alte Gebäude wurde 2004 abgerissen, woraufhin 2005 ein neues Schulgebäude an demselben Ort errichtet wurde. Ebenso wurde die ehemalige Stabekk-Grundschule von 1906 (westlich vom Schloss Ringstabekk) hier mit untergebracht.

### Sport
Daneben ist der Ort auch für seine zahlreichen Trainings- und Sportanlagen bekannt. Auch der Sportklub Stabæk IF, (Stabæk Idrettsforening; auf Deutsch: Stabæker Sportverein) wurde in dieser Gegend gegründet. Von dem Namen Stabekks leitet sich auch der Name des Vereins ab. Stabæk ist die archaische Schreibweise von Stabekks, die der Klub, auch nach seinem Umzug nach Bekkestua (gehört ebenfalls zu der Kommune Bærum) beibehalten hat.
Der Vielsportklub Stabæk IF kaufte kurz nach seiner Gründung im März 1912 einen Teil des sogenannten Ringstabekkfeldes „Rinstabekkjordet“ auf und errichtete dort ein Trainingszentrum und Sportplatz. Im Zeitraum zwischen 1916 und 1917 wurde dort auch noch ein Klubhaus erbaut, welches um 1974 erneuert wurde. Im Stabæk I.F. konnten verschiedene Sportarten ausgeführt werden, unter anderen Vereinsfußball, Leichtathletik, Skisport und Schießsport. Zwischen 1927 und 1945 kamen noch Bandy, Hockey, Orientierungslauf und Handball zum Sportverein hinzu. Allerdings wurde der Schießsport, Leichtathletik und der Orientierungslauf später wieder eingestellt. Dennoch entwickelte der Stabæk IF sich zu einem national renommierten Sportklub. Jedoch konnten nicht alle Sportarten im „Ringstabekkjordet“ ausgeübt werden.
Das Fußballteam der Männer vom Stabæk Fotball wurde 2008 Meister der höchsten norwegischen Fußball-Liga Tippeligaen, auch Eliteserien genannt. Ab 1962 verlegten sie ihre Hauptaktivitäten in das Nadderud-Stadion und bis einschließlich der Saison 2008 trug der Fußballverein Stabæk Fotball seine Heimspiele von dort aus. 2009 zog der Verein in die neugebaute Telenor Arena um. Auch das Handballabteil Stabæk Håndball ist jetzt am gleichen Standort zu finden, währenddessen die Sparte Stabæk Bandy immer noch im „Ringstabekkjordet“ seinen Platz innehat. Die Sportanlage trägt den Namen „Stabekkbanen“ oder auch „Plassen“ und war in der Vergangenheit bereits mehrmals Gastgeber für Wettkämpfe der Bandy-Weltmeisterschaften.